# Abgabenteilungsgesetz
Als Abgabenteilungsgesetz bezeichnete man in der österreichischen Ersten Republik jene Gesetze, die auf der Basis des Finanz-Verfassungsgesetzes in einfachgesetzlicher Regelung die konkrete Verteilung des Steueraufkommens zwischen Bund und Ländern regelten. 
Finanzverfassungsgesetz und Abgabenteilungsgesetz (BGBl 125/1922) wurden am 3. März 1922 im österreichischen Nationalrat beschlossen. Der gefundene Kompromiss entsprach einerseits dem Interesse der Sozialdemokratie, eine steuerliche Unterwerfung der Gemeinden unter die Länder zu verhindern, andererseits eröffnete er die Möglichkeit, das Abgabenteilungsgesetz mit einfacher Mehrheit zu ändern. Damit behielt sich die nichtsozialistische Parlamentsmehrheit die Kontrolle über die eigentliche Mittelverteilung vor.
Nachdem Wien, zugleich Gemeinde und Bundesland, im ersten Abgabenteilungsgesetz noch eine bevorzugte Stellung innehatte und auch im Wege des Steuererfindungsrechtes des Bundeslandes Wien der verfassungsgesetzliche Spielraum für die Steuerpolitik Hugo Breitners und damit für das Experiment des „Roten Wien“ gegeben war, wurde ab 1929 die Abgabenteilung mehrfach zulasten der Bundeshauptstadt novelliert.
In der zweiten Republik wurde 1948 ein neues Finanz-Verfassungsgesetz (F-VG) und ein darauf basierendes Finanzausgleichsgesetz (FAG) geschaffen. Der Name des letzteren war neu, es war aber de facto eine Fortsetzung des Abgabenteilungsgesetzes.